# Phaonia debiliaureola
Phaonia debiliaureola är en tvåvingeart som beskrevs av Xue och Xiaolong Cui 1996. Phaonia debiliaureola ingår i släktet Phaonia och familjen husflugor. Inga underarter finns listade i Catalogue of Life.